# A Little Less Sixteen Candles, a Little More "Touch Me"
A Little Less Sixteen Candles, A Little More "Touch Me" è una canzone dei Fall Out Boy pubblicata nel 2006. È il terzo singolo estratto dall'album del 2005 From Under the Cork Tree.
All'inizio il titolo della canzone avrebbe dovuto essere A Little Less Molly Ringwald, a Little More Samantha Fox. Infatti il nome della canzone è un riferimento al film Sixteen Candles - Un compleanno da ricordare (al quale partecipò Molly Ringwald) e alla canzone di Samantha Fox Touch Me (I Want Your Body).
Nel 2006 la canzone fu pubblicata nella raccolta 97X Green Room 2.

## Tracce
CD 1
1. A Little Less Sixteen Candles, a Little More "Touch Me" – 2:49
2. So Sick (Akon Cover Live at BBC Radio 1 Live Lounge) – 2:51

CD 2
1. A Little Less Sixteen Candles, a Little More "Touch Me" – 2:49
2. Roxanne (The Police Cover) – 3:12
3. Our Lawyer Made Us Change the Name of This Song So We Wouldn't Get Sued (Sessions @ AOL) – 3:08

Vinile 7"
1. A Little Less Sixteen Candles, a Little More "Touch Me" – 2:49
2. Of All the Gin Joints In All the World (Zane Lowe Session) – 3:11